# Sínia de Vall de Pregoles
La Sínia de Vall de Pregoles és una obra del municipi de la Fatarella (Terra Alta) inclosa en l'Inventari del Patrimoni Arquitectònic de Catalunya.

## Descripció
Es tracta d'una sínia d'espectaculars mides, a un lloc on els desnivells són forts. Per pujar l'aigua de la riera del barranc de Sant Francesc fins als conreus es necessita un pou molt fondo i una mena d'aqüeducte per la distribució de l'aigua. El cos de la sínia sembla una torre, la part per on voltava l'animal era coberta, però avui ha caigut. També podia funcionar com a molí de vent.
El conjunt és obrat en pedra treballada amb argamassa, els arcs de l'aqüeducte són de mig punt, suportats per forts pilars de secció rectangular. Actualment tota els mecanismes estan destrossats i ja fa anys que no s'utilitza.
Es troba en el lloc conegut com a Vall de Pregoles.
És molt espectacular, ja que la primera visió es té des del camí de Sant Francesc, molt més avall, el que accentua la perspectiva dels arcs i la "torre".